# Walentin Ganew

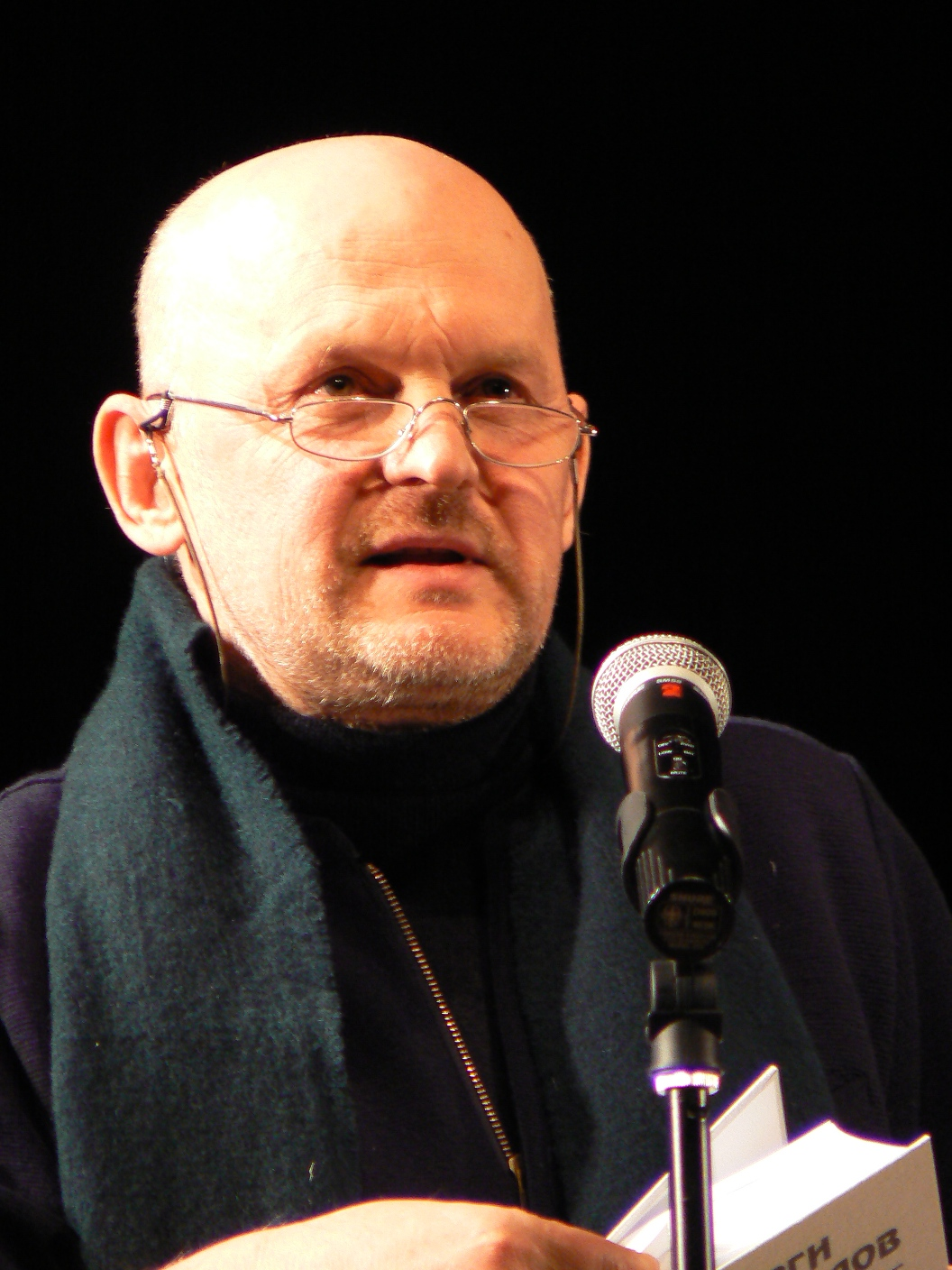
Walentin Ganew

Walentin Ganew (bulgarisch Валентин Атанасов Ганев, Walentin Atanassow Ganew; * 7. April 1956 in Russe, Bulgarien) ist ein bulgarischer Filmschauspieler.

## Karriere
1981 absolvierte Walentin Ganew eine vierjährige Ausbildung am Institut für Kinematographie (WGIK) in Moskau.
Mit Die Berlin-Verschwörung gelang Ganew 1992 der internationale Durchbruch als Darsteller. Zuvor wirkte er hauptsächlich in nationalen Filmprojekten mit, die international wenig Beachtung fanden. Insgesamt umfasst sein Schaffen mehr als 70 Film- und Fernsehproduktionen.

## Sonstiges
- Ganew spielt professionell Gitarre und Violine.
- Neben seiner Muttersprache spricht er fließend Englisch und Russisch.

## Filmografie (Auswahl)
- 1985: Der Tod kann warten (Smartta mozhe da pochaka)
- 1989: Ivan und Alexandra (1952: Ivan i Aleksandra)
- 1992: Die Berlin-Verschwörung (The Berlin Conspiracy)
- 1999: Est-Ouest – Eine Liebe in Russland (Est-Ouest)
- 2001: Mindstorm
- 2001: Vercingétorix – Kampf gegen Rom (Vercingétorix)
- 2001: Die Grauzone (The Grey Zone)
- 2002: Yarost
- 2003: In Hell – Rage Unleashed (In Hell)
- 2004: Spartacus (Fernsehfilm)
- 2004: Liliths Fluch (Darklight, Fernsehfilm)
- 2005: Icon (Fernsehfilm)
- 2006: Magma – Die Welt brennt (Magma: Volcanic Disaster, Fernsehfilm)
- 2006: Hannibal – Der Albtraum Roms (Hannibal, Fernsehfilm)
- 2006: The Abandoned – Die Verlassenen (The Abandoned)
- 2007: Das Haus der Lerchen (La masseria delle allodole)
- 2007: Children of Wax
- 2008: Train
- 2009: Die unglaubliche Reise des Sir Francis Drake (The Immortal Voyage of Captain Drake, Fernsehfilm)
- 2009: Command Performance
- 2009: Ninja – Revenge Will Rise (Ninja)
- 2009: Double Identity – Zur falschen Zeit am falschen Ort (Double Identity)
- 2010: Undisputed III: Redemption
- 2011: The Task
- 2012: El Gringo
- 2017: Undisputed IV – Boyka Is Back (Boyka: Undisputed IV)
- 2023: Luka